# 試問される女 (クルアーン)
『試問される女』とは、クルアーンにおける第60番目の章（スーラ）。13の節（アーヤ）から成る。マディーナ啓示に分類される。

## 内容
フダイビーヤの和議における移住者の婦人の扱いについて述べられる。